# Manique do Intendente
La vila de Manique do Intendente fou una freguesia portuguesa del municipi d'Azambuja, amb 35,7 km² d'àrea i 1.216 habitants (al cens del 2011). Densitat de població: 34,1 hab./km².
L'antiga freguesia és limitada a l'oest per Alcoentre, al sud per Maçussa, al nord per Arrouquelas i a l'est per Vila Nova de Sâo Pedro.
Dista 11 km de la ciutat de Cartaxo, 20 km de Santarém i 56 km de Lisboa.

## Població
| Població de Manique do Intendente | Població de Manique do Intendente | Població de Manique do Intendente | Població de Manique do Intendente | Població de Manique do Intendente | Població de Manique do Intendente | Població de Manique do Intendente | Població de Manique do Intendente | Població de Manique do Intendente | Població de Manique do Intendente | Població de Manique do Intendente | Població de Manique do Intendente | Població de Manique do Intendente | Població de Manique do Intendente | Població de Manique do Intendente |
| --------------------------------- | --------------------------------- | --------------------------------- | --------------------------------- | --------------------------------- | --------------------------------- | --------------------------------- | --------------------------------- | --------------------------------- | --------------------------------- | --------------------------------- | --------------------------------- | --------------------------------- | --------------------------------- | --------------------------------- |
| 1864                              | 1878                              | 1890                              | 1900                              | 1911                              | 1920                              | 1930                              | 1940                              | 1950                              | 1960                              | 1970                              | 1981                              | 1991                              | 2001                              | 2011                              |
| 1 765                             | 2 176                             | 2 479                             | 2 864                             | 3 212                             | 2 434                             | 2 505                             | 2 911                             | 3 099                             | 2 872                             | 2 238                             | 2 115                             | 1 374                             | 1 392                             | 1 216                             |

## Història
Durant l'edat mitjana i moderna, aquesta freguesia s'anomenava Alcoentrinho, en correlació amb la veïna Alcoentre. J. Diogo Correia apunta en la seua obra Toponímia del Municipi de Cascais l'existència d'una població anomenada, fins al canvi pel seu nom actual, Sâo Pedro da Arrifana.
L'11 de juliol de 1791, la reina Maria I concedeix al seu intendent general de la policia, Diogo Inácio de Pina Manique aquest llogaret, que s'anomenarà en el seu honor Manique do Intendente. Al 1836, va ser extint per les reformes liberals de Passos Manuel, i s'integra en el municipi d'Alcoentre (el qual també s'extingiria al 1855), i perd l'estatut de vila.
El 1924, va ser separada d'aquesta freguesia la veïna Vila Nova de Sâo Pedro i, el 4 d'octubre del 1985, es crea la freguesia de Maçussa, també per separació de Manique do Intendente.
S'extingí al 2013, en una reforma administrativa, i s'agregà a les freguesies de Vila Nova de São Pedro i Maçussa, per formar una nova freguesia denominada Unió de les Freguesies de Manique do Intendente, Vila Nova de São Pedro i Maçussa de la qual és seu.
Diogo Inácio de Pina Manique pretenia fer de Manique do Intendente una majestuosa ciutat planificada d'encuny neoclàssic, exemple de despotisme il·lustrat, que seria seu del municipi. Segons el pla urbà establert, el centre de la població seria una imponent plaça de forma hexagonal (batejada com a plaça dels Emperadors), d'on irradiarien sis extensos carrers (batejats amb noms d'emperadors romans). El pla també establia la construcció d'un palau senyorial per a residència de l'intendent Pina Manique.
La concreció del pla urbanístic s'interrompé amb la mort de Pina Manique. La plaça dels Emperadors fou construïda però, dels imponents edificis que l'havien d'envoltar, només s'edificà la neoclàssica Casa de la Cambra. Del palau de Pina Manique només s'acabà la capella, que es va fer l'església parroquial de la vila, i part de la seua imponent façana.
Malgrat que del pla urbà de Manique do Intendente només es feu el principi, la vila encara hui sorprén el visitant, que mai esperaria trobar aquella grandiositat arquitectònica en un poble de l'interior rural.

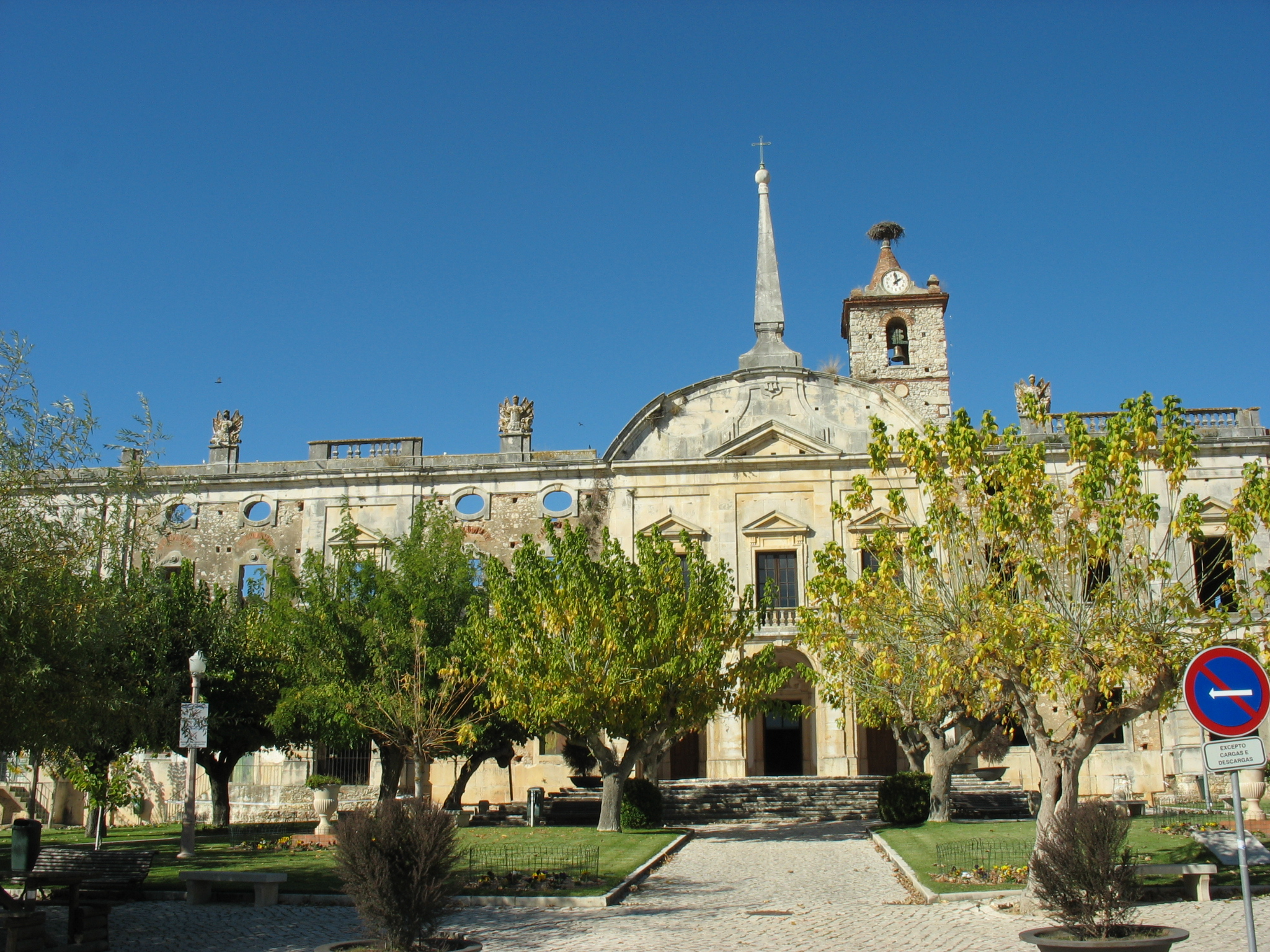
Palau Pina Manique, actual església

## Llogarets
Els habitants divideixen la localitat en diverses parts que antigament, abans de posar nom als carrers, s'utilitzaven:
Carvalho, Arrifana, Casais do Balancho, Ilhas, Manique do Intendente, Minas, Póvoa de Manique, Póvoa do Intendente, Vale do Estacal, Vale da Guerra i Vale Púcaros.
De moment, els únics llogarets que són considerats pertanyents a la vila són:
- Carvalho
- Póvoa de Manique
- Moita do Lobo
- Arrifana

Els altres llogarets foren annexats a la vila, però molts carrers o barris existents mantenen aquests mateixos noms.

## Geografia
La vila se situa en una vall, amb un terreny poc accidentat. Al sud de la vila hi ha un petit curs d'aigua, denominat Ribeira do Judeu i, cap al sud, una marjal. Altres cursos d'aigua menors es troben a l'interior de Manique.
La marjal de Manique ha atret molta gent per ser una zona amb centenars de diferents espècies. Aquest importantíssim ecosistema s'ha intentat millorar per part del municipi.
Se n'ha netejar el llit i s'ha creat un passadís i un lloc d'observació de la vida salvatge, a més de la creació del projecte PaulNatura, finançat per la Cambra d'Azambuja, i altres entitats.

## Patrimoni
- Creu de terme de Manique do Intendente
- Palau de Pina Manique
- Casa de la Cambra de Manique do Intendente
- ont D. Maria
- Junta de Freguesia de Manique do Intendente
- Plaça dels Emperadors
- Capella de Santo António
- Font de la plaça del Rochio
- Aqüeducte
- Marjal de Manique do Intendente
- Quinta i Palau de Torre Bela[5]
- Quinta de Lapa[6]